# Senčni Kraj
Senčni Kraj (nemško Schattenberg) je naselje v Občini Pliberk v Okraju Velikovec na Koroškem v Avstriji.